# 16 Comae Berenices
Désignations
16 Comae Berenices (en abrégé 16 Com) est une étoile solitaire de la constellation boréale de la Chevelure de Bérénice. C'est un membre de l'amas d'étoiles de la Chevelure de Bérénice (Melotte 111) et elle est visible à l'œil nu avec une magnitude apparente de 4,96. Les mesures de parallaxe annuelle réalisées durant la mission Gaia indiquent que l'étoile est distante de 279 ± 5 a.l. (∼ 85,5 pc) de la Terre.
16 Comae Berenices est une étoile chimiquement particulière ainsi qu'une étoile blanche de la séquence principale de type spectral A4 V. Elle est âgée de 310 millions d'années. Elle montre un excès d'infrarouge, suggérant la présence d'un disque de débris en orbite autour d'elle, à une distance moyenne qui serait de 18,2 ua, et à une température de 180 K. L'étoile fait 2,54 fois la masse du Soleil et son rayon vaut 3,71 fois celui du Soleil.  Elle tourne sur elle-même à une vitesse de rotation projetée de 80 km/s. Sa luminosité vaut 67 fois la luminosité du Soleil et sa température de surface est de 8 299 K.